# Arkadi Georgijewitsch Kolesnikow

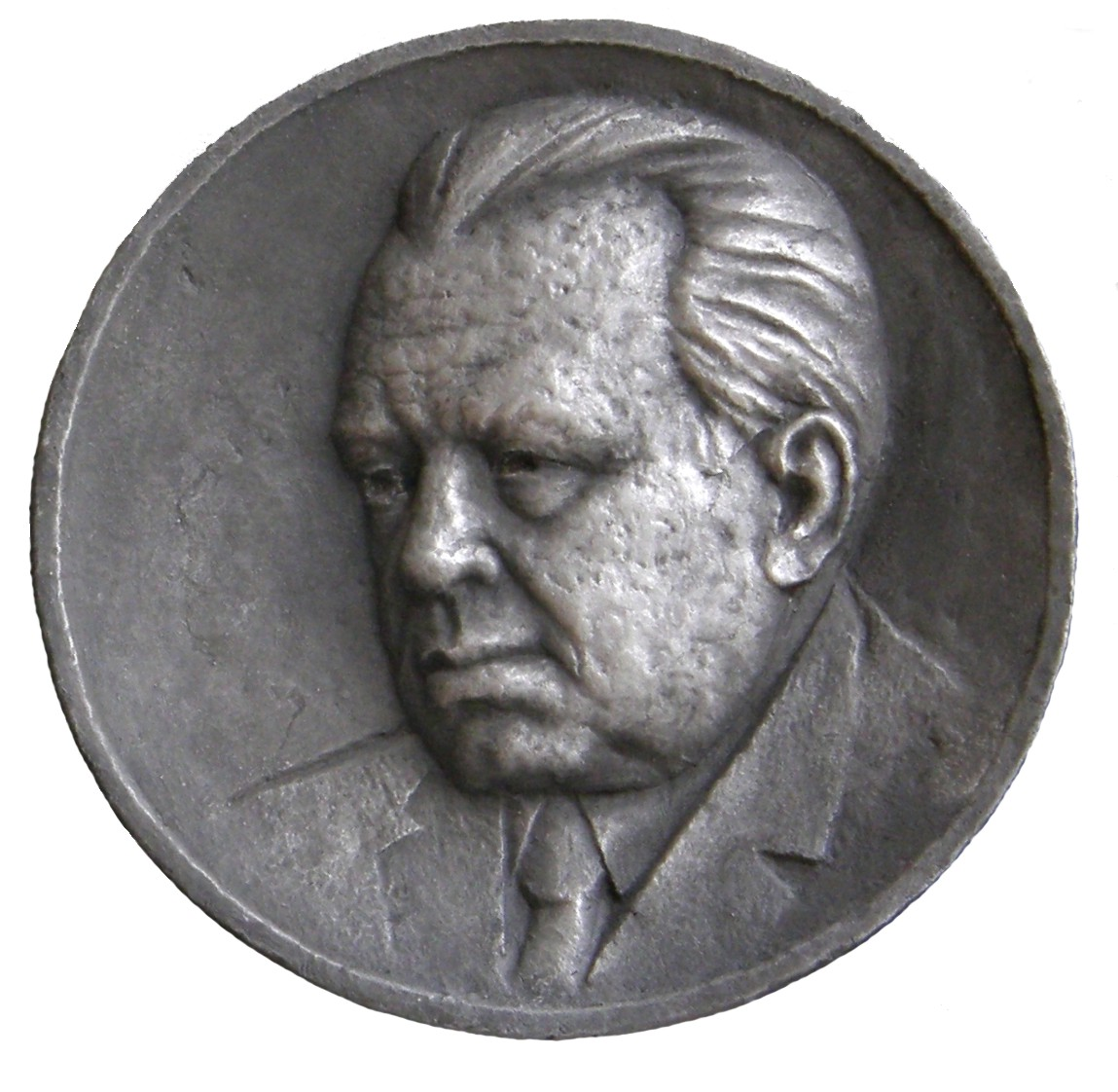
Porträt von A. G. Kolesnikow auf einer Gedenktafel in Sewastopol

Arkadi Georgijewitsch Kolesnikow (russisch Аркадий Георгиевич Колесников) (* 5. Dezember 1907 in Jurburg; † 4. April 1978 in Sewastopol) war ein sowjetischer Wissenschaftler und erster Direktor des Meeres-Hydrophysikalischen Instituts in Sewastopol an der Akademie der Wissenschaften der Ukrainischen SSR.

## Leben und Wirken
Kolesnikow studierte an der Moskauer Technischen Hochschule und erwarb dort 1930 sein Diplom mit Forschungsergebnissen über wärmetechnische Eigenschaften von Materialien. Anschließend wurde er Mitarbeiter am All-Unions-Institut für Wärme-Ingenieurwesen und absolvierte ein postgraduales Studium der Physik an der Staatlichen Moskauer Universität. Dies schloss Kolesnikow mit einem zweiten Diplom 1937 ab. Am Lehrstuhl für Wärmephysik der Physikalischen Fakultät dieser Universität erhielt er anschließend eine Aspirantur und promovierte 1938 mit dem Thema „Erforschung der Erscheinungen der Verdampfung und des Wärmeaustauschs unter den Bedingungen realer Konvektion“ (Originaltitel «Исследования явления испарения и теплообмена в условиях естественной конвекции»). Zwischen 1938 und 1942 arbeitete der Forscher am Institut der Theoretischen Geophysik der Akademie der Wissenschaften der Ukrainischen Sowjetrepublik (AdW USSR). Hier war er unter anderem mit der Ausarbeitung von „Empfehlungen für die Überwindung von Eishindernissen“ für die Technik-Ingenieure der Roten Armee befasst. Inzwischen war der Zweite Weltkrieg ausgebrochen und die deutschen Truppen mussten aus der Sowjetunion zurückgedrängt werden. – Die Wechselwirkungen zwischen Wasser und Physik führten zu einem neuen Forschungsschwerpunkt. Deshalb wurde 1942 ein Aufbaustab für ein Meeres-Hydrophysikalisches Laboratorium unter Leitung des Akademiemitglieds Wassili Wladimirowitsch Schuleikin gegründet. Kolesnikow wechselte in diesen Aufbaustab. Daneben konnte er 1943 eine Habilitationsschrift zum Thema „Prognose-Theorie für das Wachstum von Eis auf der Meeresoberfläche“ erfolgreich verteidigen.
Im Jahr 1945, als der Krieg beendet war, bestanden drei Fachbereiche (Lehrstühle) der Geophysikalischen Forschung an der Akademie der Wissenschaften der UdSSR in Moskau (Atmosphären-; Meeres- und Geophysik; Physik der Kanalströme). Leiter des Lehrstuhls für Meeres- und Geophysik war Schuleikin, 1948 übernahm dieser die Gesamtleitung des Hydrometeorologischen Dienstes der UdSSR, wodurch Kolesnikow auf dessen Lehrstuhl berufen wurde. Daneben hatte er die Leitung des Laboratoriums für Meereswärme der AdW USSR inne. Er kümmerte sich aktiv um die Überleitung der Forschungsergebnisse in die Volkswirtschaften der Sowjetrepubliken, beriet auch die Wissenschaftler des Instituts für Flugwesen der Sowjetarmee und löste Probleme der Verlegung von Rohren in entlegenen Gegenden. Schließlich befasste er sich intensiv mit der Theorie der Verwirbelungsprozesse im Meer.
Als das bereits 1942 geplante Meeres-Hydrophysikalische Labor 1962 in Sewastopol fertiggestellt war, wurde Kolesnikow der erste Direktor dieser Einrichtung und zog in die Stadt am Schwarzen Meer.

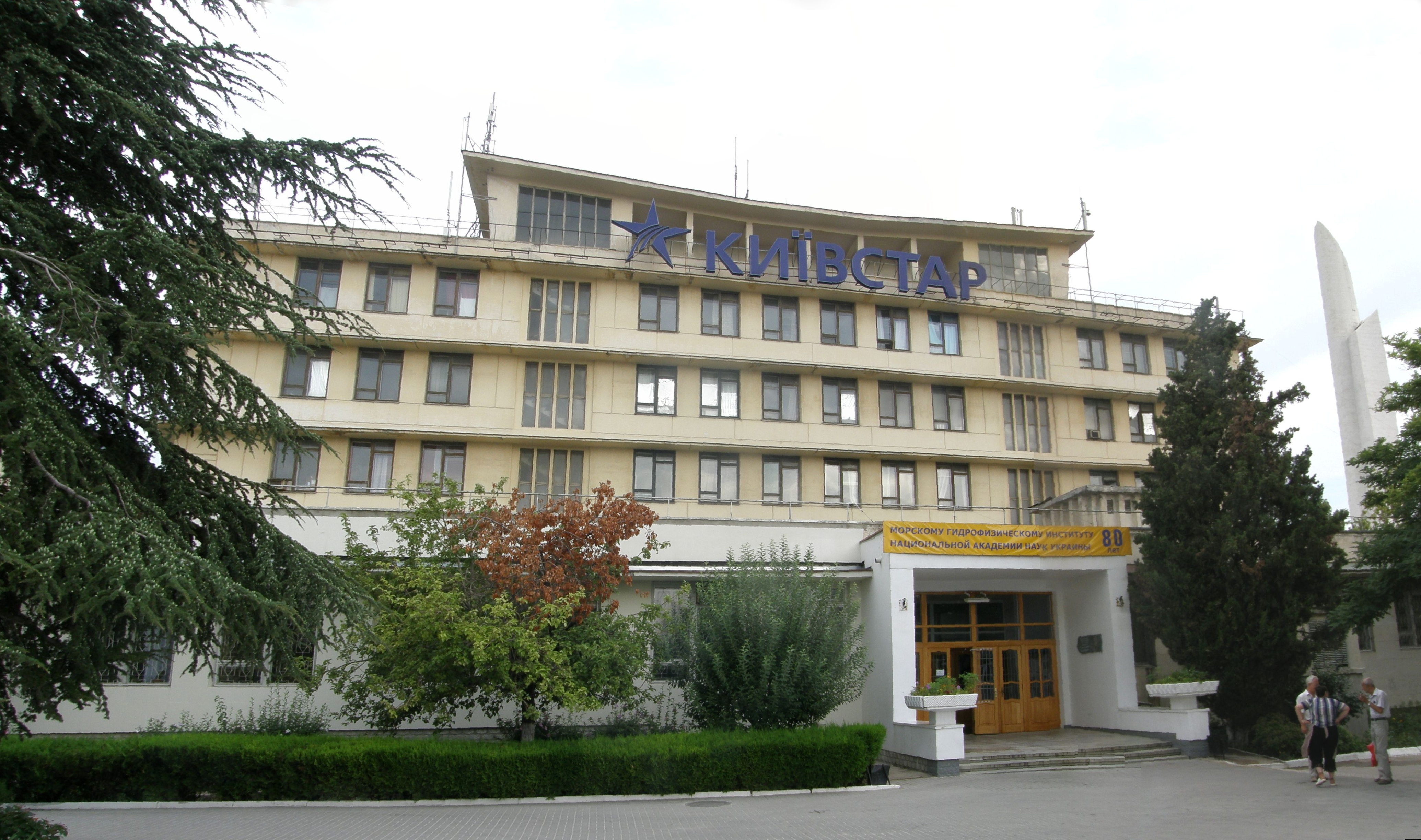
Meeres-Hydrophysikalisches Institut in Sewastopol; August 2010

Das Labor wurde ein selbstständiges Institut und Kolesnikow gab den Fachbereichen ihre konkrete Ausrichtung, schuf theoretische Grundlagen und trug wesentlich dazu bei, neue wissenschaftliche Forschungsrichtungen zur Physik der Meere, Ozeane und Wasserbassins sowie zu den Wechselwirkungen zwischen Erdkruste und Atmosphäre zu begründen. Als Direktor der neuen Forschungseinrichtung war er schließlich auch maßgeblich am Zustandekommen und den Programmen der Forschungsexpeditionen in die Arktis (Driftstationen Nordpol-4 und Nordpol-6) und in den sowjetischen Antarktisstationen beteiligt. Er ließ es sich nicht nehmen, auch persönlich an Bord der Forschungsschiffe „Michail Lomonossow“ und „Akademik Wernadski“ zu forschen.
1974 traf ihn eine schwere Krankheit und Kolesnikow gab deshalb seine Ämter auf. Er arbeitete aber bis zu seinem Tod weiterhin wissenschaftlich vor allem zur Ausbreitung von Turbulenzen in Wasser.
Die AdW USSR (seit 1991 Akademie der Wissenschaften der Ukraine) bewahrt sein Andenken und setzt vor allem die begonnenen Forschungen fort.

## Weitere Ämter Kolesnikows, Auszeichnungen und Ehrungen

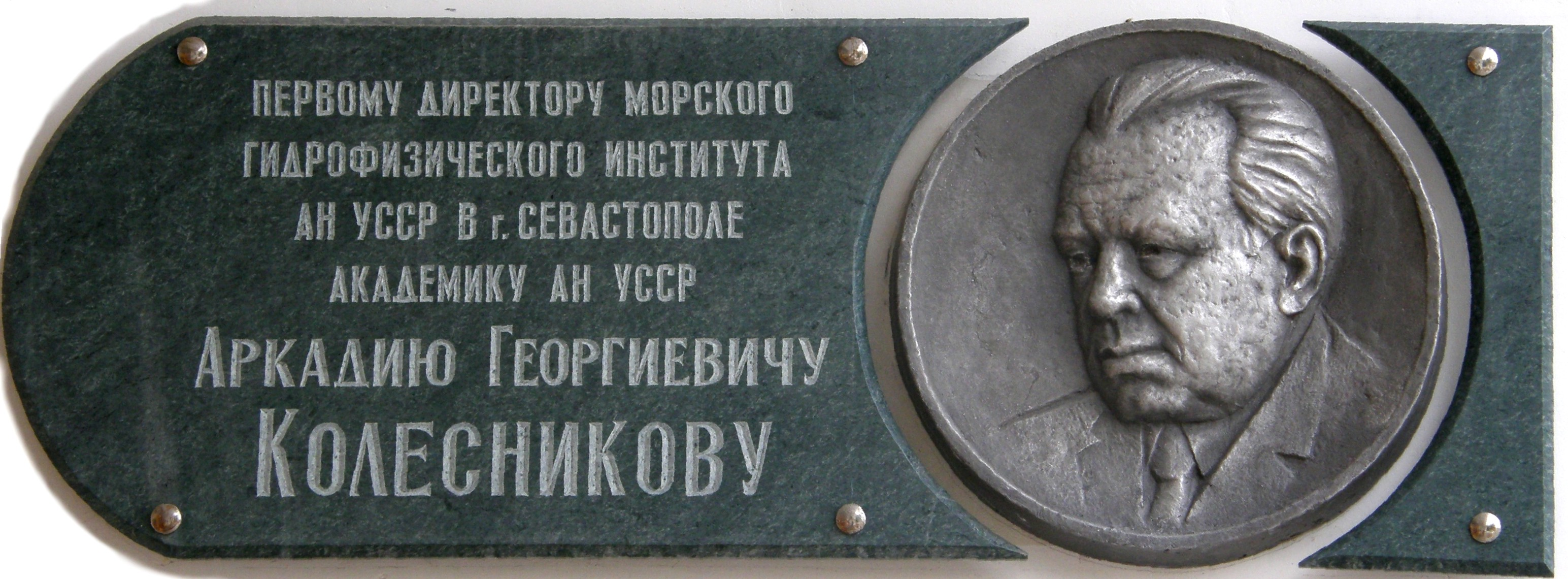
Gedenktafel an Kolesnikows letzter Wirkungsstätte

Der Forscher war Mitglied der World Meteorological Organization.
1964 wurde er Korrespondierendes Mitglied der AdW USSR, 1967 Ordentliches Mitglied. Er war ebenfalls Mitglied der Ukrainischen Akademie der Wissenschaften.
Kolesnikow war Träger des Ordens der Oktoberrevolution und des Rotbannerordens der Arbeit.
Für die Arbeit „Komplexforschung des Tropischen Atlantik“ erhielt Kolesnikow postum eine hohe Staatsauszeichnung (in der Quelle als Prämie bezeichnet).
An seiner Wirkungsstätte in Sewastopol auf dem hohen Ufer über dem Schwarzen Meer ist eine Gedenktafel angebracht mit dem Text: „Dem ersten Direktor des hydrophysikalischen Instituts der AdW USSR in der Stadt Sewastopol. Dem Mitglied der AdW USSR Arkadi Georgiewitsch Kolesnikow“.

## Patente und Veröffentlichungen
- Patent  US4015971A: Method of producing fertilizers from sea-like waters. Angemeldet am 6. Februar 1975, veröffentlicht am 5. April 1977, Erfinder: Valery Pavlovich Barannik, Arkady Georgievich Kolesnikov.‌